# 总状折柄茶
总状折柄茶（学名：Hartia gracilis），为山茶科折柄茶属下的一个植物种。其种加词来源于拉丁文“gracilis”，意为“细长的”。